# 1818 en Lorraine
Chronologie de la Lorraine
- 1814
- 1815
- 1816
- 1817
- 1818
- 1819
- 1820
- 1821
- 1822

Cette page est une liste d'événements qui se sont produits durant l'année 1818 en Lorraine.

## Événements

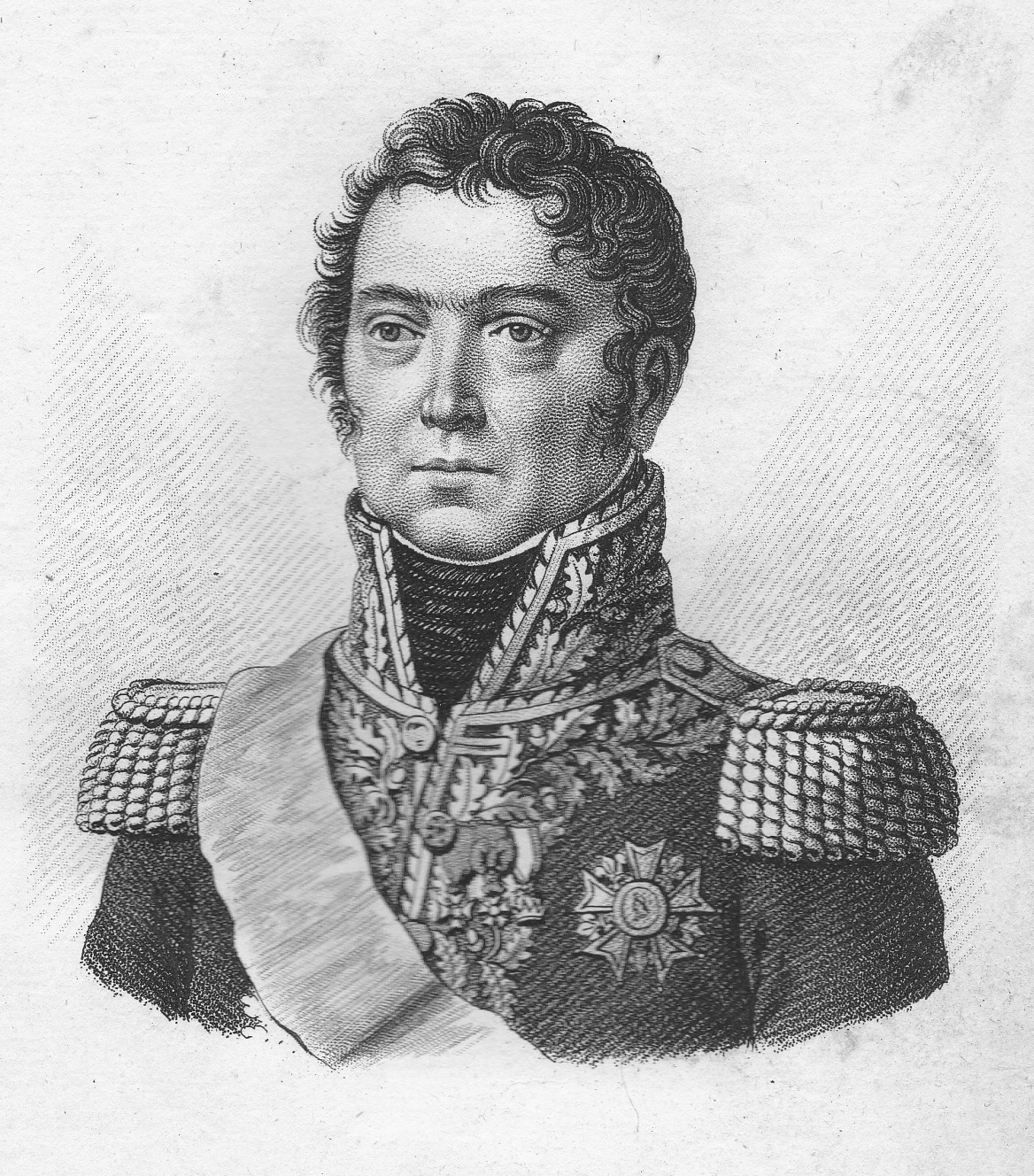
General Paul Grenier.

- Sont élus députés de la Moselle : Paul Grenier (général) et François Gabriel Simon qui siègent à droite.
- Le département des Vosges achète la maison natale de Jeanne d'Arc et en fait un musée[1]
- Octobre 1818, l'armée d'occupation de la Sixième Coalition quitte la Lorraine après paiement effectif des 700 millions de francs de dommages de guerre[1].

## Naissances

Louis Joseph Buffet

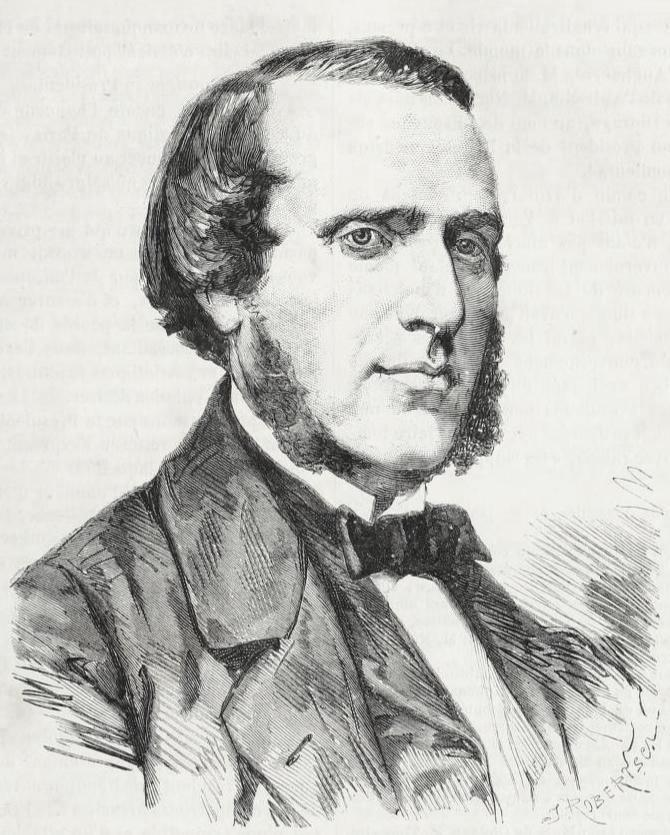
Joseph Vautrain.

- 3 janvier à Lorquin : Charles Nicolas Friant, mort le 4 décembre 1886 à Paris, militaire français. Il est commandeur puis grand officier de la Légion d'honneur[2].
- 25 janvier à Épinal : Xavier Blanchard Debray[3], mort le 9 janvier 1895 à Austin, soldat et diplomate américain d’origine française qui a levé, pendant la guerre de Sécession, un régiment de cavalerie confédéré au Texas et été nommé général de brigade avant la fin de la guerre.
- 19 mars à Metz : Jean Louis Protche, mort le 31 mars 1886, ingénieur français, naturalisé italien. Il se spécialisa dans l'industrie naissante des chemins de fer.
- 2 avril à Metz : Jean-Pierre Delatte (décédé en 1881 à Briey), général de brigade français de la IIIe république.
- 17 avril à Nancy : Louis Stanislas Faivre-Duffer[4], mort le 4 février 1897 dans le 8e arrondissement de Paris[5], artiste peintre français.
- 11 mai à Blénod-lès-Toul (Meurthe): Joseph Théodore Petitbien, homme politique français décédé le 27 décembre 1891 à Blénod-lès-Toul (Meurthe-et-Moselle).
- 12 juillet à Metz : Jean Auguste Marc, mort le 19 mai 1886,  illustrateur français du XIXe siècle. Il a également été directeur de la revue L'Illustration de 1860 à 1886[6].
- 5 octobre à Bellefontaine : Nicolas-Joseph Frémiot, mort le 4 juillet 1854 à l'embouchure de la rivière Mississagi au nord du lac Huron,  prêtre, jésuite et missionnaire.
- 26 octobre à Mirecourt Louis Joseph Buffet, Président du Conseil.
- 28 octobre à Metz : Louis-Théodore Devilly (mort à Nancy le 24 décembre 1886), peintre français du XIXe siècle. Membre de l'École de Metz, il s'installe à Nancy en 1871, après l'annexion. Il est l'auteur de tableaux d'inspiration romantique, aux sujets parfois orientalistes.
- 11 novembre à Verdun : Édouard Antoine Thouvenel, diplomate et homme politique français, mort le 18 octobre 1866 dans le 6e arrondissement de Paris[7].
- 15 novembre à Nancy : Eugène Joseph Vautrain, mort le 20 décembre 1881 à Paris, est un homme politique français du XIXe siècle. Républicain modéré, il fut maire du 4e arrondissement de Paris (1848-1851, 1870-1871), président du conseil municipal de Paris (1871-1874) et, à la suite d'une élection qui l'opposa à Victor Hugo, député de la Seine (1872-1876).

## Décès
- 6 janvier à Nancy : Jacques Dominique Huin ou Huyn ou Huÿn, né le 17 octobre 1738 à Nancy (Lorraine), général de brigade de la Révolution française.
- 4 mars à Verdun : Claude Louis de Chartongne, né à Aubreville (Meuse) le 4 janvier 1742, général de brigade de la Révolution française.
- 11 mai à Sarreguemines : Louis Verdet (né le 25 mars 1744 à Nancy), prêtre et homme politique français, député aux États généraux de 1789.
- 17 juin à Longuyon : Jean-Pierre Mangin, homme politique français, né en 1761 à Longuyon[8].
- 26 septembre à Nancy : Charles Hyacinthe Leclerc de Landremont, né le 21 août 1739 à Fénétrange (Moselle), général de division de la Révolution française et qui est quelque temps commandant en chef de l'armée du Rhin.
- 18 novembre à Nancy : Jean-Joseph Doyen de Félix, né le 18 novembre 1746 à Vézelise (Meurthe), militaire français de la Révolution et de l’Empire.
- 4 décembre à Nancy : Joseph Ignace Foissey, homme politique français né le 11 mai 1739 à Mirecourt (actuel département des Vosges).